# Karl Stürgkh
Karl Stürgkh, född 30 oktober 1859 i Graz, död 21 oktober 1916 i Wien, var en österrikisk greve, ämbetsman och politiker.

## Biografi
Stürgkh blev 1881 förvaltningstjänsteman i sin födelsestad och inträdde 1886 i österrikiska undervisningsministeriet, där han 1894 avancerade till ministerialråd. År 1891 invaldes han i österrikiska riksrådets deputeradekammare, där han tillhörde de författningstrogna storgodsägarnas grupp. Han avträdde 1895 från sitt statsämbete och riksrådsmandatet, när regeringen medgav slovenisering av det tyska gymnasiet i Cilli, invaldes 1896 i Steiermarks lantdag och 1897 åter i riksrådets deputeradekammare, där han blev ledare för de författningstrogna storgodsägarnas grupp. 
I februari 1909 blev Stürgkh undervisningsminister i Richard von Bienerth-Schmerlings ministär, bibehöll denna post även i Paul Gautschs ministär (januari–november 1911) och bildade i november 1911 en ny ministär, som därefter ett par gånger ombildades. Stürgkh var som ministärchef rätt svag och misslyckades såväl i sitt försök till språkpolitisk uppgörelse i Böhmen våren 1914 som i sina ansträngningar att vidmakthålla en arbetsvillig majoritet i den av nationalitetsstrider splittrade deputeradekammaren. Under första världskriget trädde han i fråga om inflytande alltmer tillbaka för Ungerns energiske konseljpresident István Tisza. 
Stürgkhs stränga uppträdande mot de slaviska nationalitetssträvandena och regeringens många ingrepp i yttrandefriheten gav honom många politiska fiender. En bland dessa, den radikale socialdemokratiske skriftställaren Friedrich Adler, sköt ihjäl Stürgkh på restaurangen på Hotel Meissl & Schadn i Wien, närmast med anledning av regeringens förbud mot hållande av en radikal vänsterkongress. 